# Donald Sassoon
Donald Sassoon (El Cairo, 1946) es profesor de Historia europea comparada en Queen Mary, Universidad de Londres. Ha sido investigador y profesor visitante en varias universidades e instituciones, como la Universidad de Innsbruck, la Maison des Sciences de l’Homme (París), el Remarque Institute (Universidad de Nueva York), la Universidad de Queensland (Brisbane, Australia), el Boston College y la Universidad de Trento. Su obra se ha traducido a doce idiomas, entre ellos el español: Mussolini y el ascenso del fascismo (Crítica, 2009), Cultura (Crítica 2006), Cien Años de Socialismo (EDHASA, 2001). .  Ha dado conferencias en más de veinte países. En 1997 recibió el Premio Deutcher por su libro Looking Left. Socialism in Europe after the Cold War.